# Hangar d'alerte de Bagotville
Le hangar d'alerte de Bagotville ou hangar d'alerte à réaction rapide est un ensemble de bâtiments militaires de la base des Forces canadiennes Bagotville, construits en 1958, qui abritaient des avions de chasse durant la guerre froide. Le site a été désigné en 2005 « lieu historique national du Canada ».

## Description
Le site est composé de quatre larges hangars en acier (numéroté de 9 à 12), destinés à abriter des avions, entourant un bâtiment de taille plus réduite, le « centre domestique » (salle des opérations, cuisines, dortoirs, etc) ainsi qu'une zone de trafic au devant. Le hangar est situé à l'extrémité d'une piste d'atterrissage.
Le hangar d'alerte est situé à proximité de Bagotville (actuelle Saguenay). Sa situation isolée a fait de ce site un élément stratégique important dans la défense aérienne du Canada (et de l'Amérique de Nord), durant la guerre froide, contre une éventuelle attaque surprise de bombardiers soviétiques.

## Architecture
Le hangar d’alerte est composé de deux hangars doubles reliés entre eux par un passage couvert. Entre les deux se trouve un bâtiment d'un étage. Les hangars doubles sont des bâtiments fonctionnels recouvert de métal. Quant au bâtiment administratif, il est percé de plusieurs fenêtres, lui donnant un aspect plus domestique. Les bâtiments ont été construits dans une esthétique utilitaire et dépouillée, typique des plans de l'Aviation royale canadienne d'après la Seconde Guerre mondiale. Bien qu'une construction utilitaire, elle a été assemblée avec soin avec des matériaux de qualité, lui donnant une excellente durabilité.